# Wufushan (köpinghuvudort i Kina, Jiangxi Sheng, lat 28,14, long 118,05)
Wufushan (kinesiska: 五府山) är en köpinghuvudort i Kina. Den ligger i provinsen Jiangxi, i den sydöstra delen av landet, omkring 220 kilometer öster om provinshuvudstaden Nanchang. Antalet invånare är 16 916. Befolkningen består av 7 925 kvinnor och 8 991 män. Barn under 15 år utgör 24,0 %, vuxna 15-64 år 67 %, och äldre över 65 år 8,0 %.
Runt Wufushan är det ganska tätbefolkat, med 86 invånare per kvadratkilometer. Närmaste större samhälle är Shanglu, 13,1 km nordväst om Wufushan. I omgivningarna runt Wufushan växer i huvudsak blandskog.
Genomsnittlig årsnederbörd är 2 682 millimeter. Den regnigaste månaden är juni, med i genomsnitt 514 mm nederbörd, och den torraste är oktober, med 39 mm nederbörd.